# 3rd Infantry Regiment

Verbandsabzeichen des Regiments

Das 3rd United States Infantry Regiment (dt.: 3. US-Infanterie-Regiment) ist ein militärischer Verband der US Army. Es hat derzeit drei aktive Bataillone und ist vor allem bekannt unter dem Namen The Old Guard (die alte Garde) oder Escort to the President (Eskorte des Präsidenten), da es das Wachregiment der US-Streitkräfte darstellt und zugleich die älteste Infanterie-Einheit der Armee ist. Das Motto des Regiments ist Noli Me Tangere (lateinisch: – Berühre mich nicht). Es gehört zum Military District of Washington (MDW).

## Geschichte
Das 3. US-Infanterie Regiment ist die älteste noch aktive Infanterie-Einheit in der US Army und wurde als First American Regiment im Jahre 1784 aufgestellt. Es kämpfte in den meisten der amerikanischen Kriege und ist heutzutage auch als Ehrengarde und Wachregiment tätig. In dieser Funktion wird es vor allem zu repräsentativen Zwecken wie Staatsempfängen oder Militärparaden eingesetzt. Es hält außerdem Gedenkfeiern und Beerdigungen von getöteten Soldaten ab, soll die US-Armee auf der ganzen Welt repräsentieren und unterstützen und stellt die Ehrenwache am Grabmal der Unbekannten.

## Commander-in-Chief's Guard

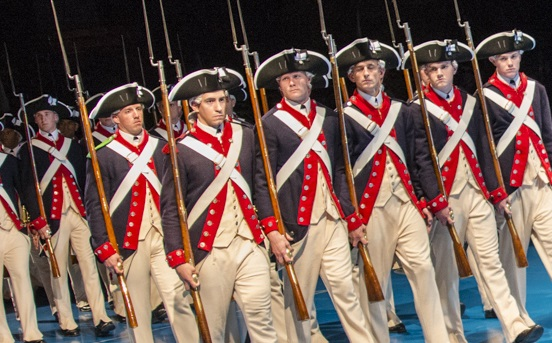
Die CINC Guard. In 1. Reihe links ein Sergeant (rote Fransen-Schulterklappe), dahinter ein Korporal (grüne Fransen-Schulterklappe)

Die Commander-in-Chief's Guard (CINC Guard) ist eine knapp 70 Köpfe zählende „Special Ceremonial Unit“. Sie dient als offizielle Eskorte des US-Präsidenten. Als Besonderheit tragen die Soldaten Uniformen, die jener der Continental Army während der Amerikanischen Revolution nachempfunden sind. Die Farben zitieren jene der rot-weiß-blauen US-Nationalflagge: blaue Röcke mit roten Aufschlägen, weißen Schoßumschlägen (mit zwei liegenden roten Herzen nahe der Schoßhaken), die silbernen Knöpfen mit USA-Schriftzug. Außerdem hellbeiges Unterzeug und weiß (Offiziere: schwarz) eingefasste Dreispitz-Hüte, mit rechteckigen weiß-schwarzen (Hauptmann: runde schwarze) Kokarden. Alle Dienstgrade tragen weiße Zopf-Perücken mit je zwei seitlich gelegten Locken.
Ausgerüstet sind die Mannschaften, Korporale und rangniederen Sergeanten mit Brown-Bess-Musketen, Bajonetten und weißen Kreuzbandeliers, Sergeanten zusätzlich Kurzsäbel (Griffe mit einfachem Messingbügel) in schwarzer Scheide. Die drei ranghöchsten Sergeanten (Senior Sergeants, inklusive Sergeant Major) tragen stattdessen Hellebarde und Säbel (mit Drei-Bügel-Messingkorb) am einfachen Schulterbandelier. Offiziere ebenso, aber Saufeder (offz. Sponton) und lange Säbel, der Hauptmann jedoch Degen.
Die Mannschaften kennzeichnen zwei blaue Stoff-Schulterklappen. Korporale eine grüne Fransen-Schulterklappe auf der rechten Schulter und blaue Schulterklappe links, rangniedere Sergeanten ebenso, jedoch rote Fransen-Schulterklappe. Die ranghöchsten Sergeanten zwei rote Fransen-Schulterklappen. Der Sergeant Major aber zwei rote, zweifach silbern eingefasste Schulterklappen, die roten Fransen über eine dünne Lage längerer Silberfransen gelegt.
Abweichend von der Praxis während des Unabhängigkeitskrieges, tragen die vier niederen Offiziere ihre Schulterstücke auf der rechten Schulter (statt links) und eine blaue Mannschaftsschulterklappe links: Der Fähnrich ein gold-gelbes Schulterstück mit dünnen Fransen, die drei Leutnants silberne Fransen-Schulterstücke. Den Hauptmann kennzeichnen zwei silberne Stabsoffizier-Epauletten, mit dicken gedrehten Fransen (Bouillons); 1780 war indes nur eine Epaulette rechts Vorschrift.
Zur Offiziersuniform gehören ferner rote Hüftschärpen (Knoten links) und Rüschenkrawatten (Jabots).
Die Truppenfahne besteht aus hellblauem Tuch, in der Mitte ein Kreis aus 13 weißen sechsspitzigen Sternen, die drei äußeren Fahnenränder mit Goldfransen eingefasst.
Den Pfeifer und den Trommler stellt das Old Guard Fife and Drum Corps, mit dem die CINC Guard im Übrigen auch, doch nicht zwingend, offizielle Auftritte absolviert.

## Old Guard Fife and Drum Corps

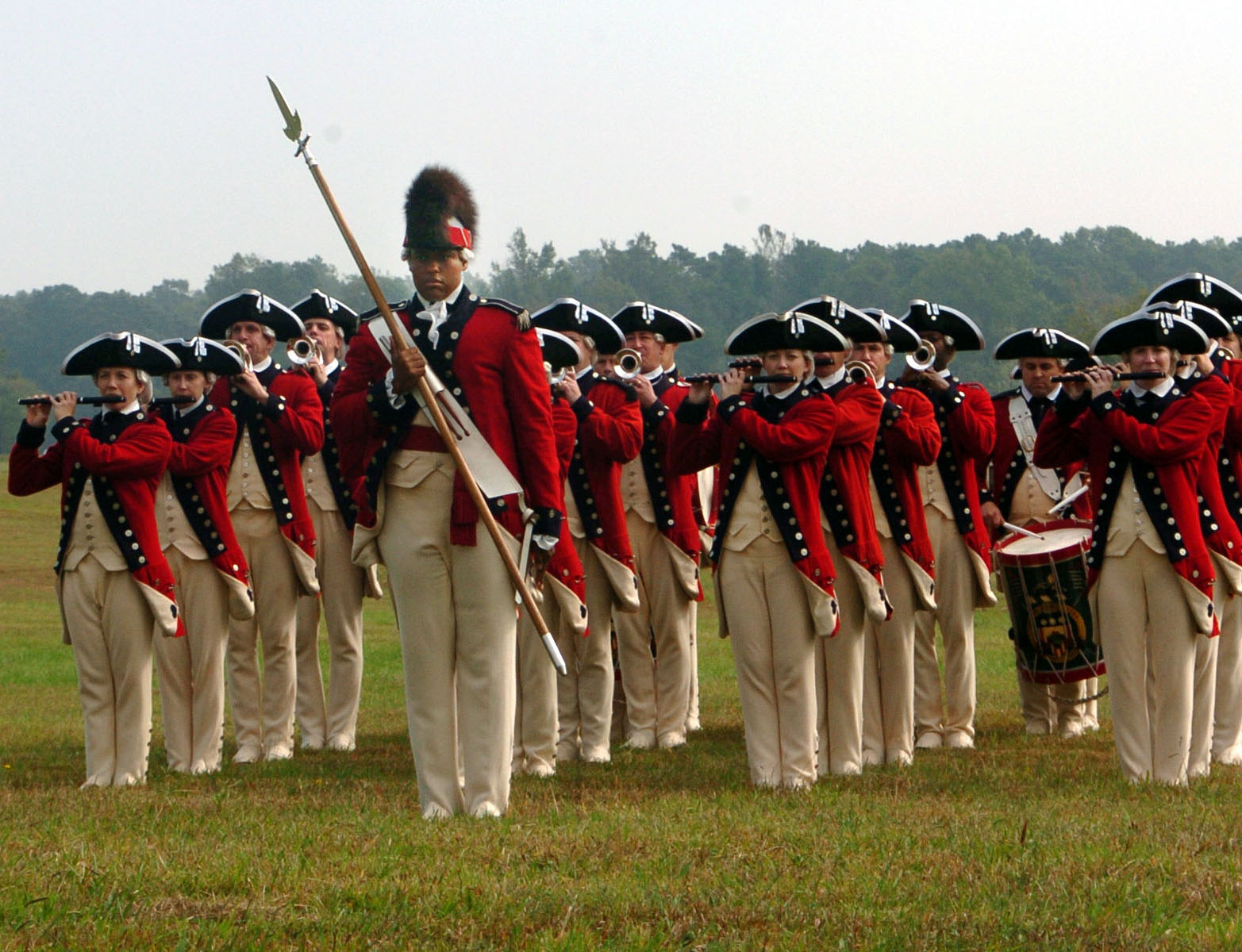
Das Old Guard Fife and Drum Corps

Das United States Army Old Guard Fife and Drum Corps ist der Militärmusikdienst der Einheit. Entsprechend der CINC Guard tragen die rund 70 Musiker während offizieller Anlässe Uniformen des 18. Jahrhunderts. Wie damals üblich, sind die Uniformen der Musiker, im Vergleich zu jenen des übrigen Regiments, in „gewechselten bzw. verkehrten Farben“ gehalten: Statt der blauen Röcke und roten Aufschläge der CINC Guard tragen sie also rote Röcke mit blauen Aufschlägen, dazu hellbeige Westen und Hosen.
Einfache Musiker bis einschließlich des Armee-Dienstgrades Staff Sergeant tragen zwei rote Schulterklappen. Die Korporale stehen im Rang eines Sergeant First Class (oder darüber) und führen eine blaue befranste Schulterklappe (Epaulette) auf der rechten Schulter sowie eine unbefranste rote Schulterklappe links. Sergeanten tragen zwei blaue Fransen-Schulterklappen. Der Tambourmajor bzw. Drum Major steht im Rang eines dienstälteren Sergeant Majors; er ist zu erkennen an zwei mit doppelter Silberkordel eingefassten blauen Fransen-Schulterklappen, wobei eine dünne Lage Silberfransen auf einer dichten Lage blauer Fransen ruht. Entgegen dem einstigen Brauch sind die Musiker – vom Sponton des Drum Majors abgesehen – unbewaffnet.
Der Drum Major ist außerdem kenntlich an seiner roten Hüftschärpe (links geknotet), dem Raupenhelm (Tarleton-Helm) und dem Sponton, der als Kommando- und Taktstab dient. Da der Sponton stets rechts geführt wird, darf der Drum Major den militärischen Gruß ausnahmsweise mit der linken Hand ausführen.
Es ist die einzige Einheit ihrer Art in den US-Streitkräften und seit ihrer Gründung am 23. Februar 1960 im Fort Myer, Virginia stationiert.

## US Army Drill Team

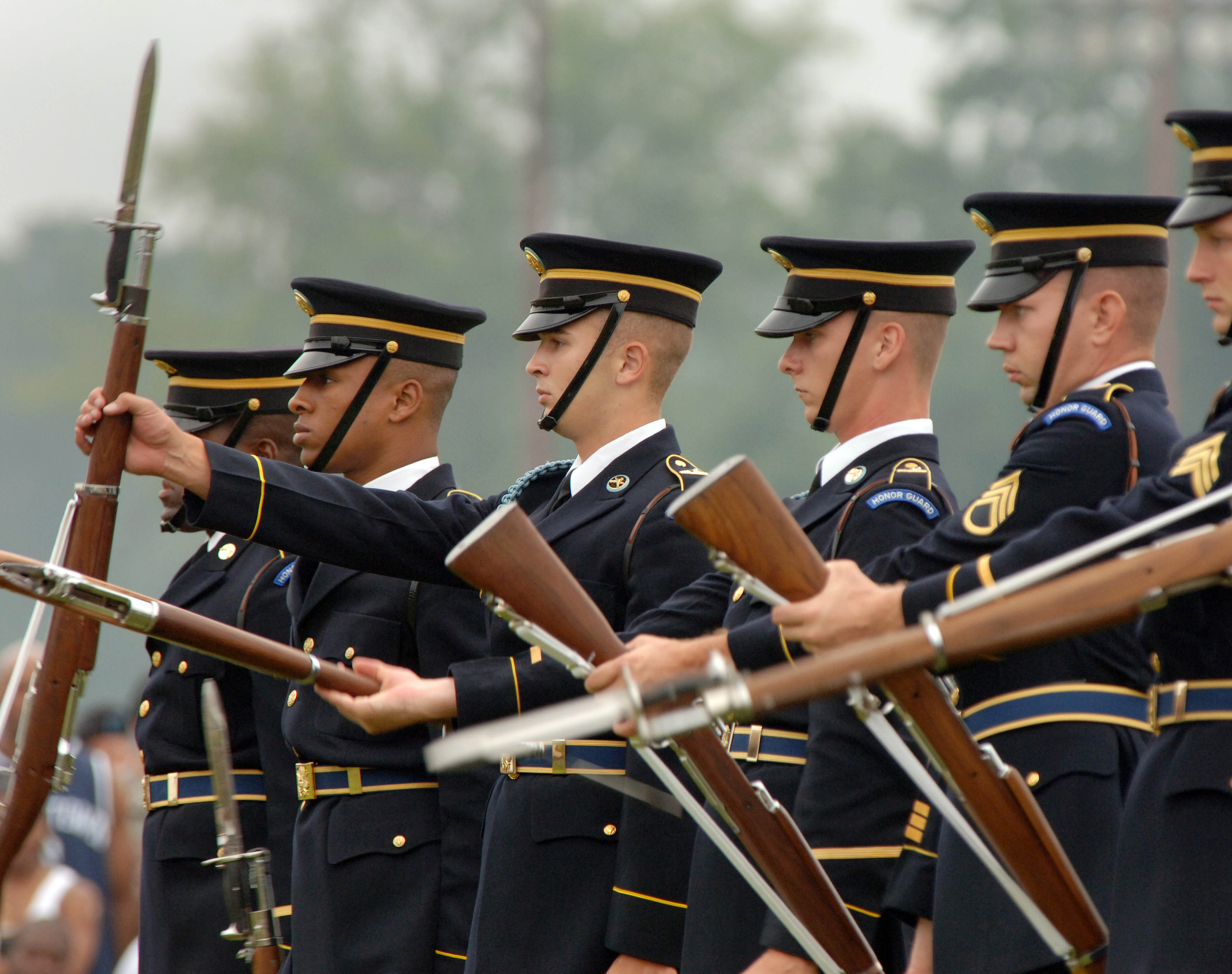
Das Drill Team

Sehr bekannt ist auch das Drill Team des Regiments. Es führt dabei besonders komplizierte und Show-ähnliche, militärische Kunststücke, wie das Jonglieren mit dem Gewehr, vor. Die Einheit ist vor allem zur Repräsentation bei Militärmusik-Festivals oder anderen öffentlichen Veranstaltungen gedacht.

## Bildergalerie

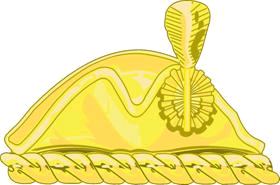
Distinctive Unit Insignia
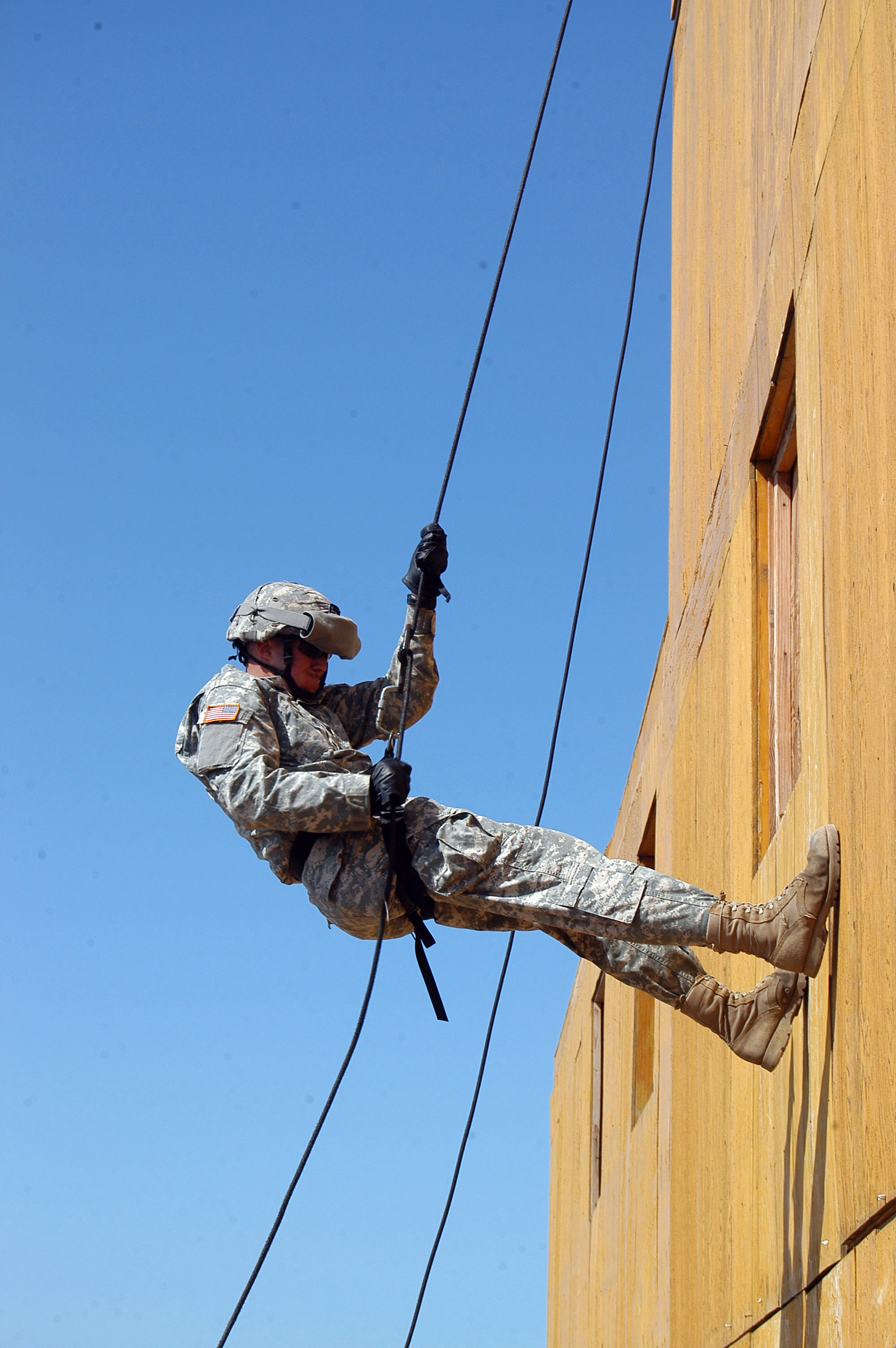
Soldat beim Abseilen von einem Gebäude
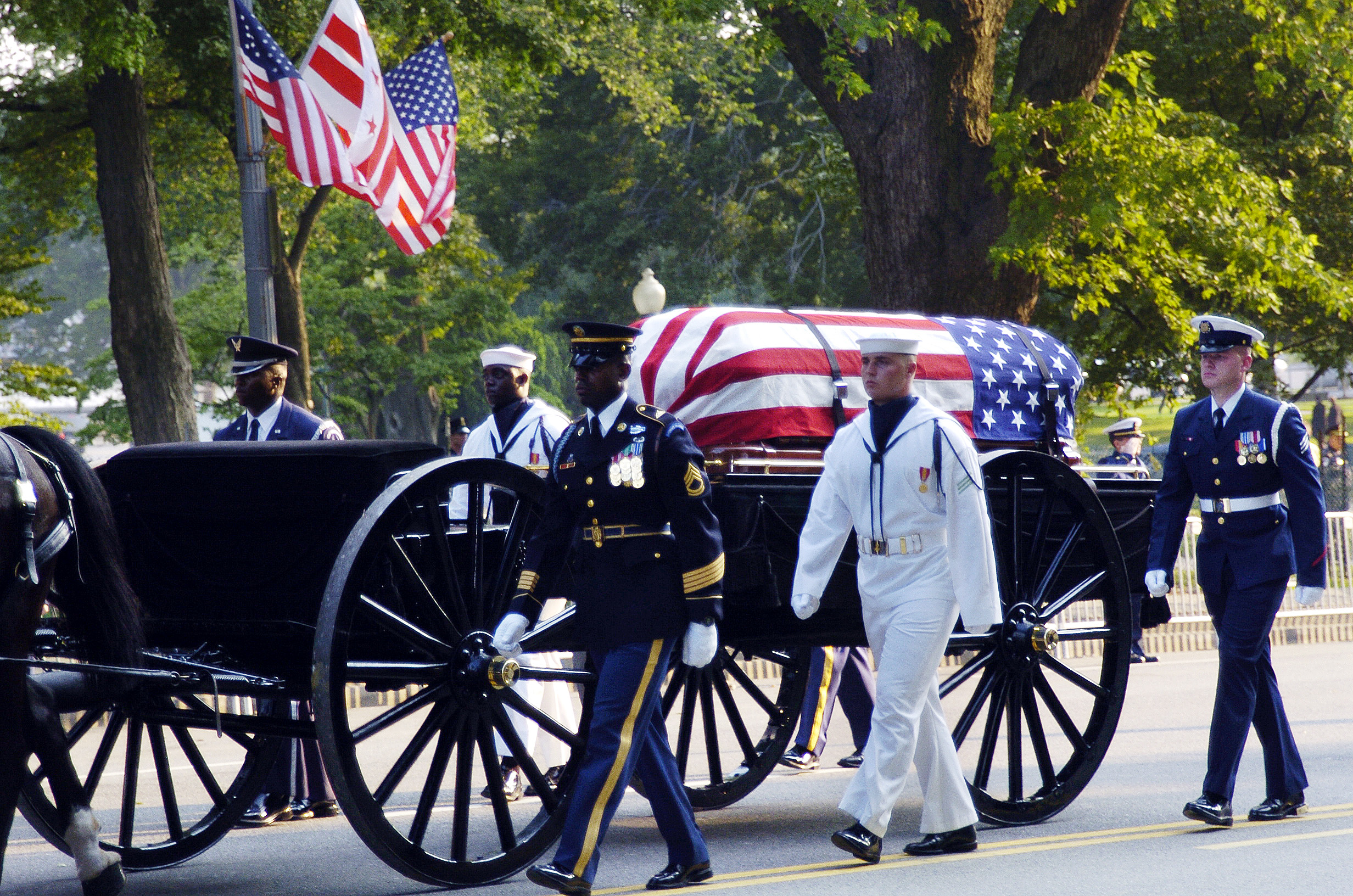
Die Old Guard bei der Beerdigung von Ronald Reagan
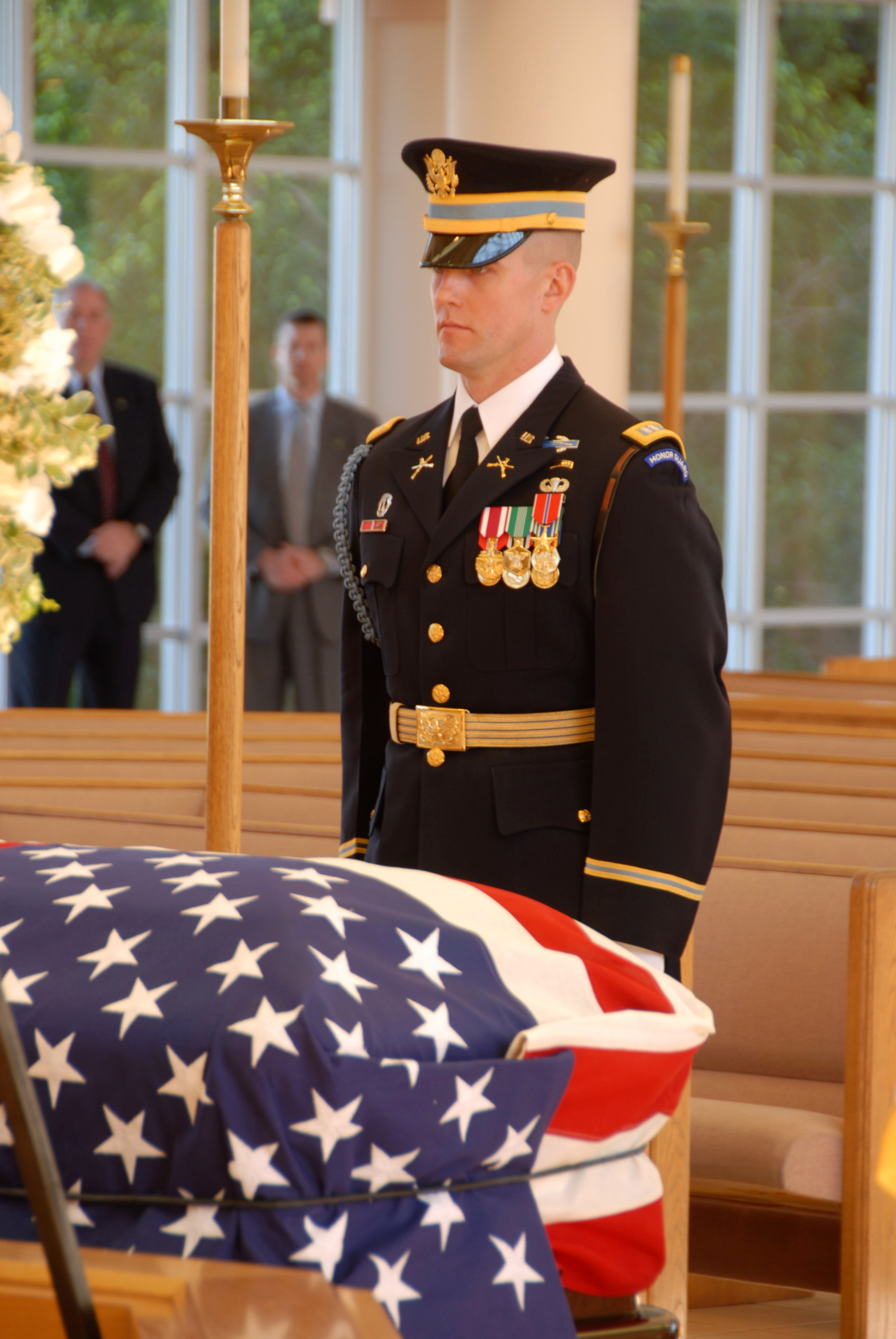
Wache am Sarg des US-Präsidenten Gerald Ford
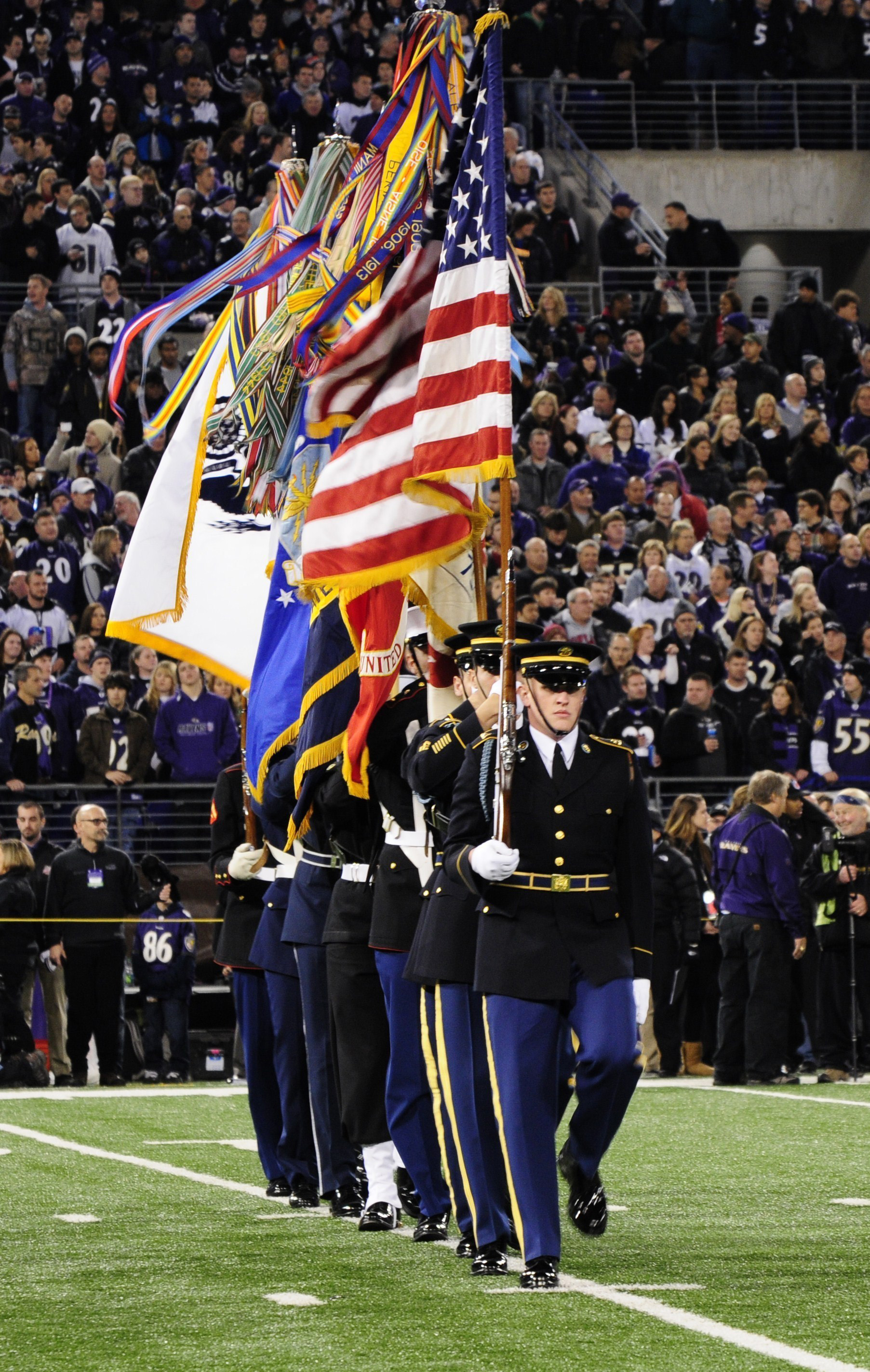
Parade der Einheit auf einem Football-Feld
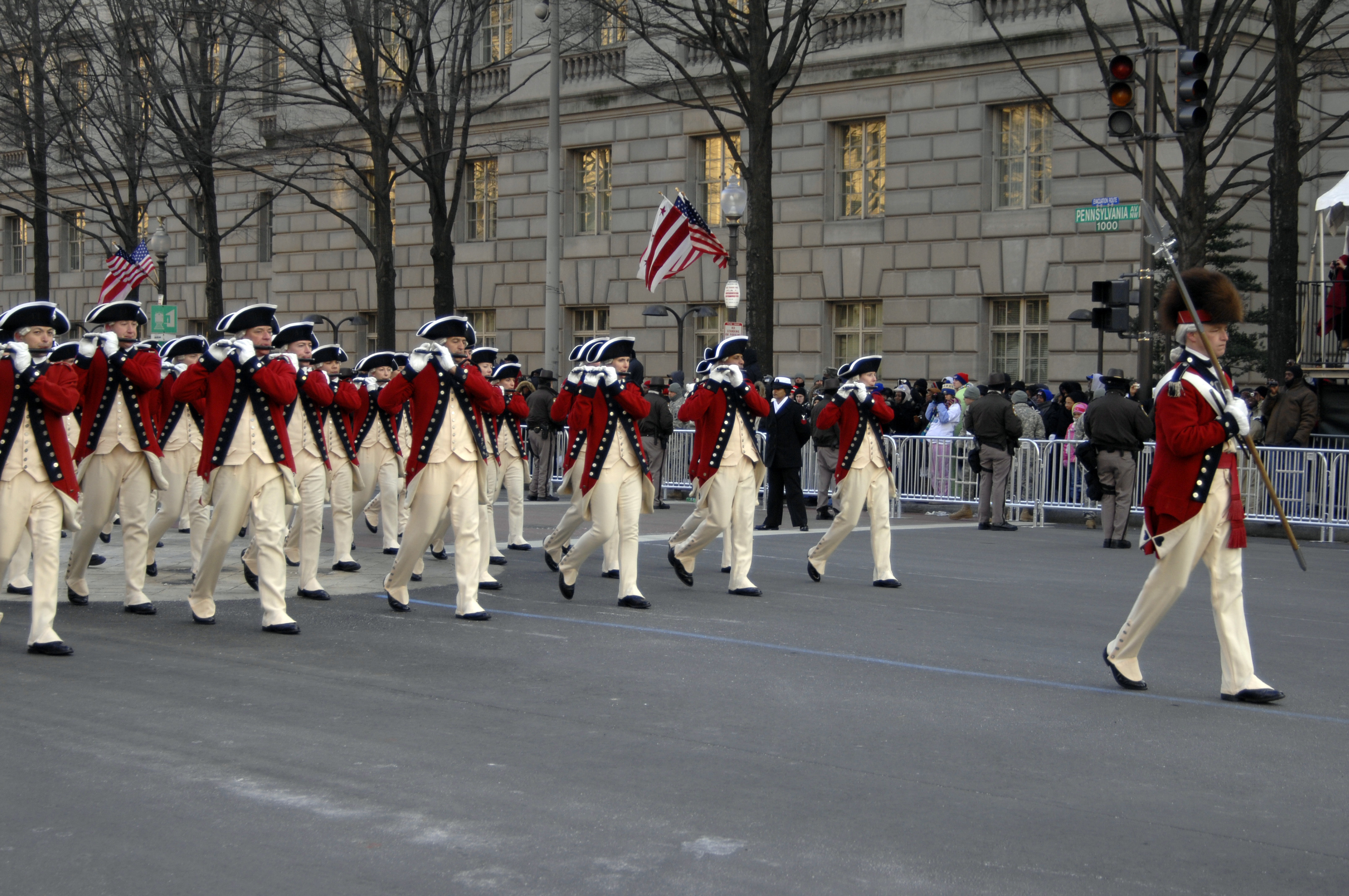
Das Old Guard Fife and Drum Corps auf einer Parade
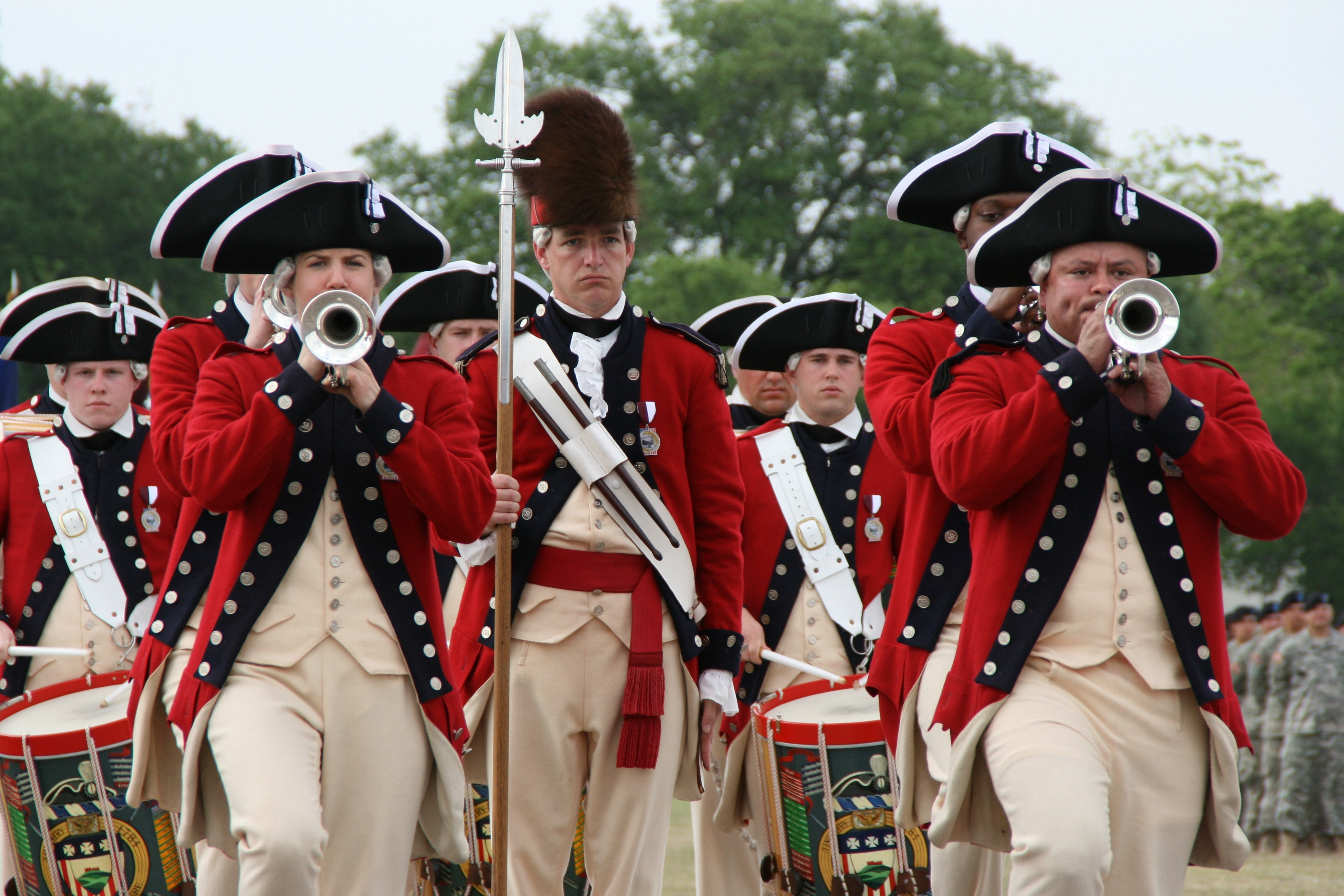
Das Old Guard Fife and Drum Corps
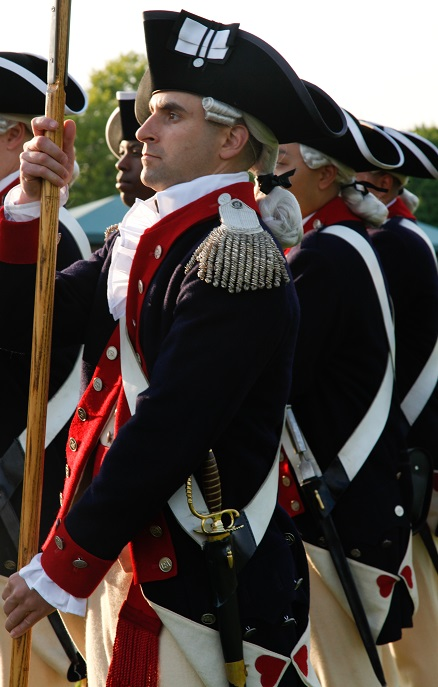
Der Hauptmann der CINC Guard
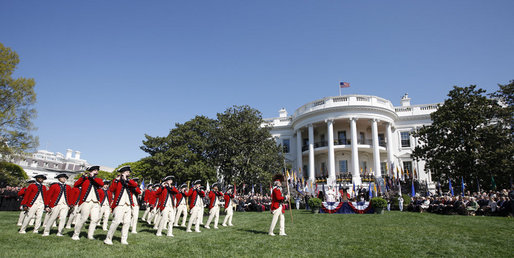
Das Regiment begrüßt Papst Benedikt XVI.
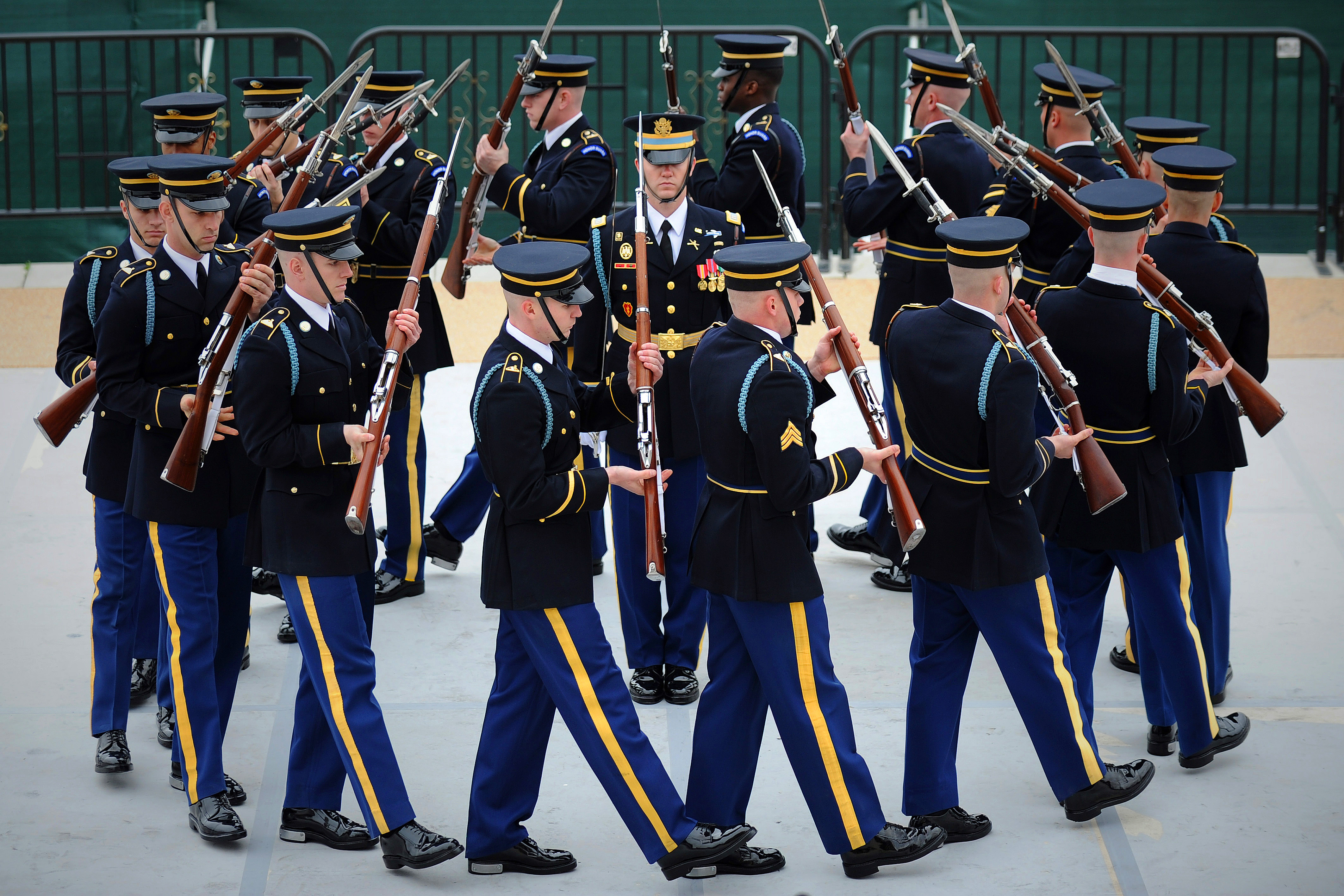
Das U.S. Army Drill Team beim Cherry Blossom Festival
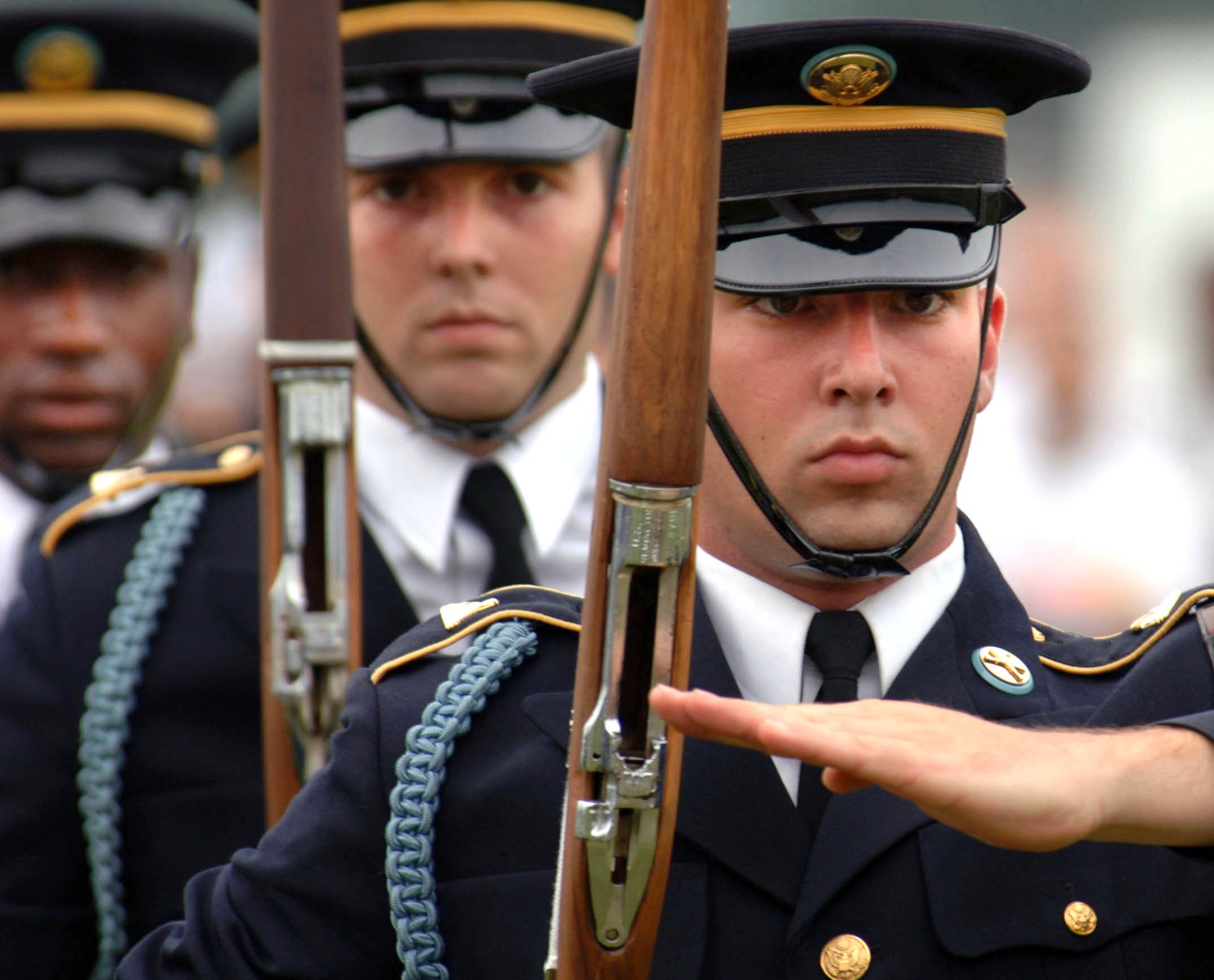
Soldaten des Drill Teams
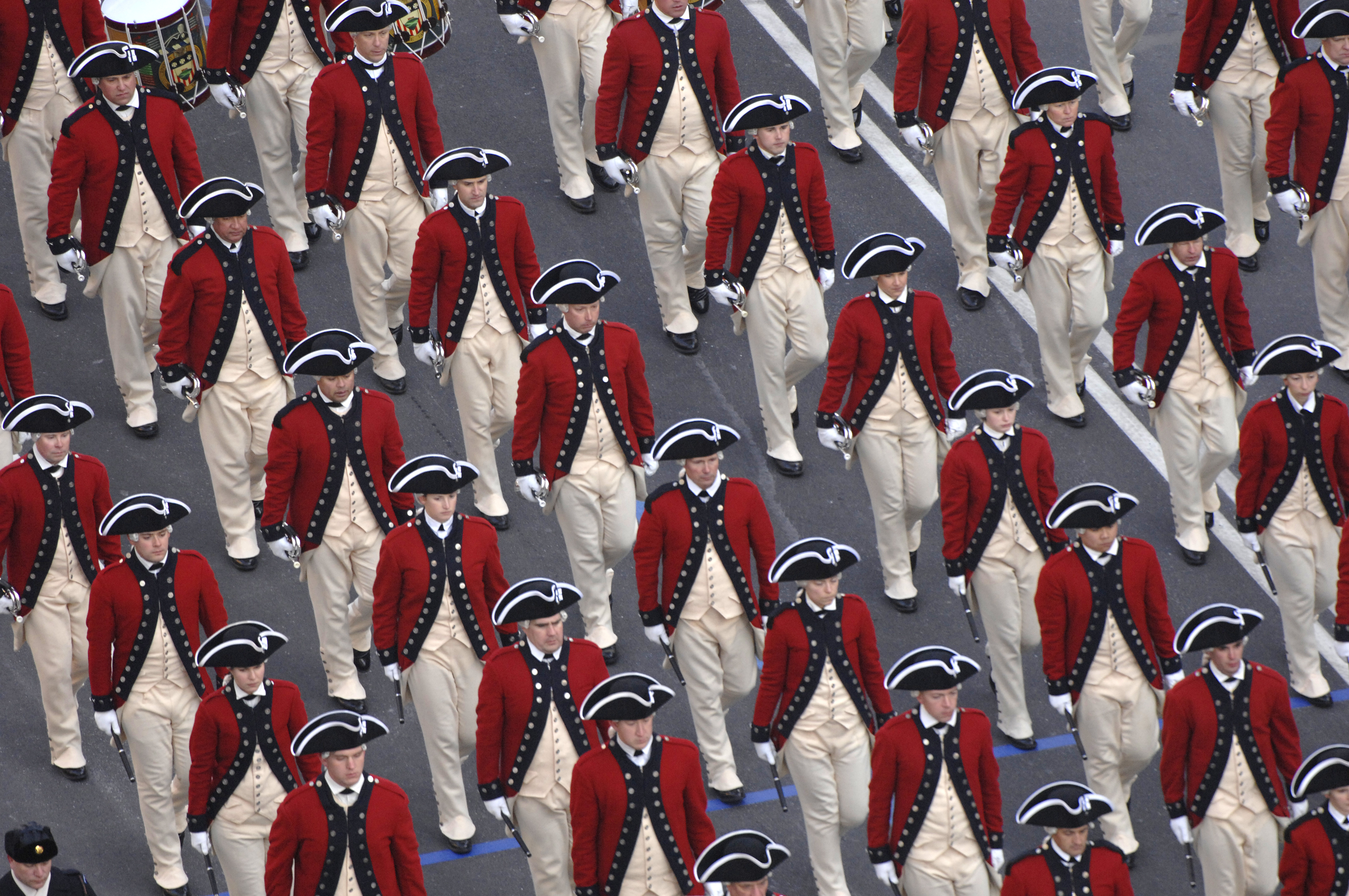
Parade der Old Guard
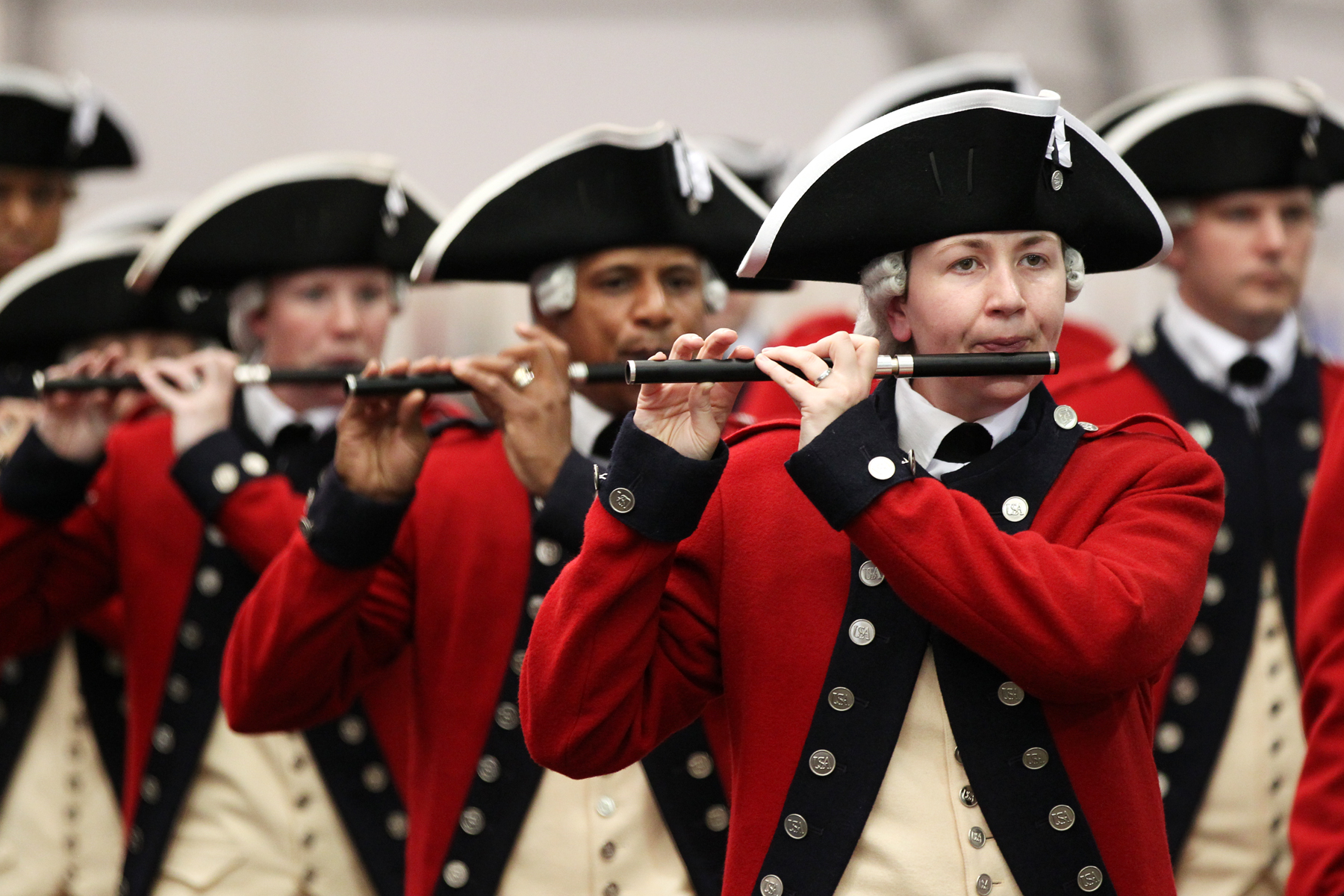
Querflötenspieler der Old Guard
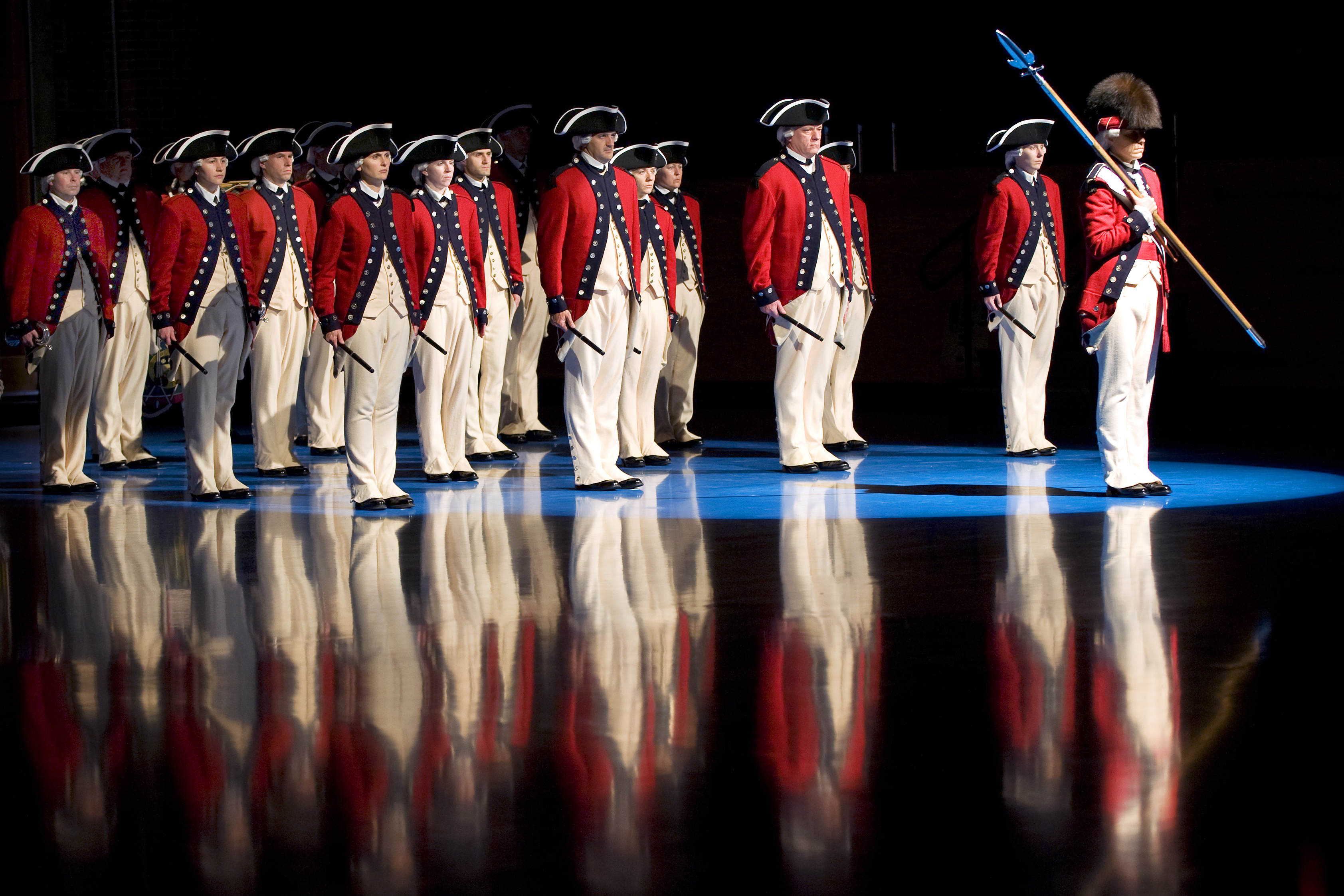
Die Old Guard begrüßt Army Secretary John M. McHugh
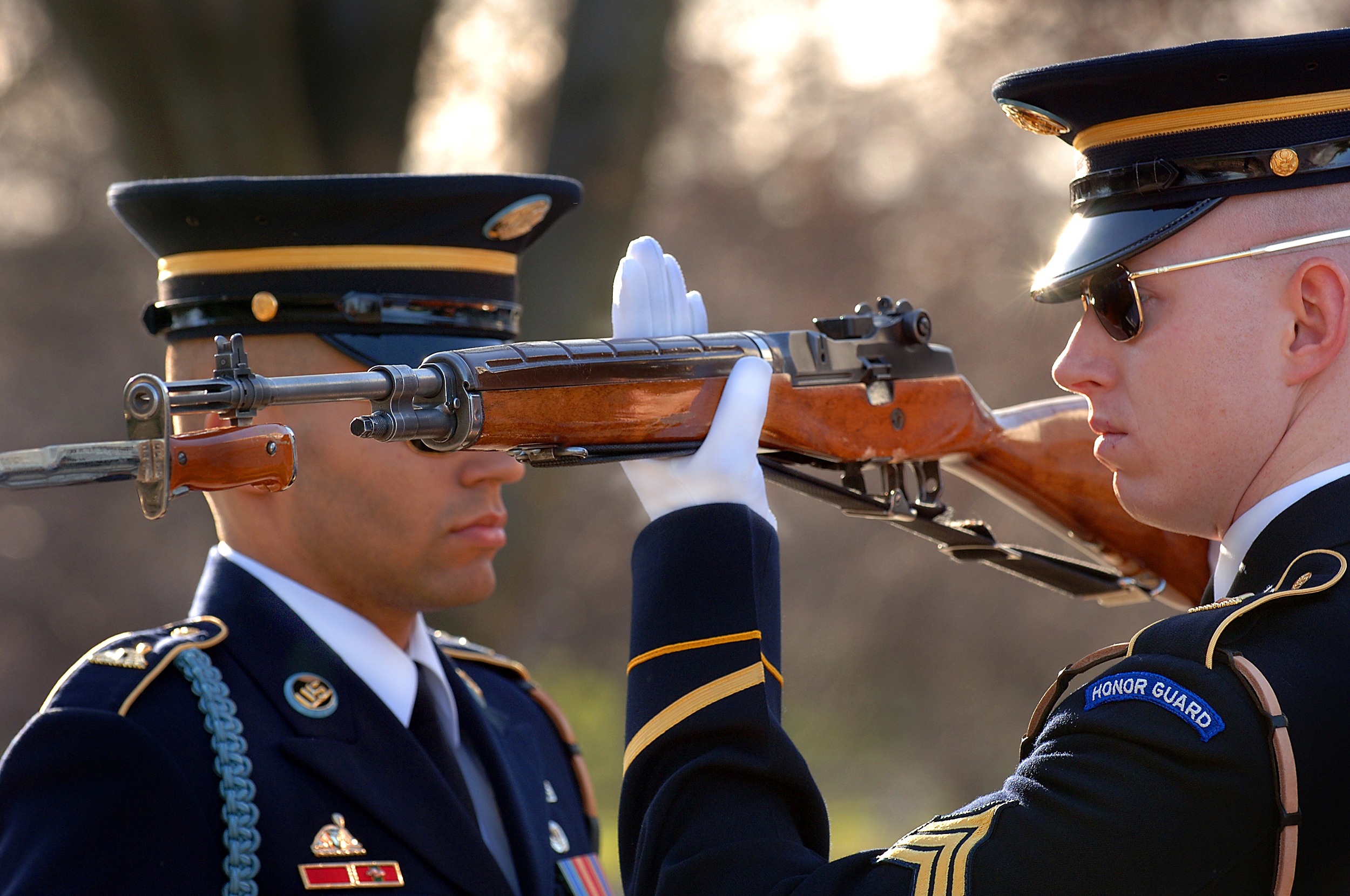
Wachablösung am Grabmal der Unbekannten